# Finale UEFA Europske lige 2012.
Finale UEFA Europske lige 2012. bio je susret odigran 9. svibnja 2012. u Areni Naționali u Bukureštu, Rumunjska. Inače treće finale u formatu Europske lige, 41. Kupa UEFA, a 55. finale ako uzmemo i Kup velesajamskih gradova kao prethodnika, iako ga UEFA službeno ne priznaje.
Ova je utakmica vrhunac sezone Europske lige 2011./12., a susrele su se dvije španjolske momčadi, Atlético Madrid i Athletic Bilbao. Madridska je ekipa pobijedila s 3:0, dvama pogocima Radamela Falcaa i jednim Diega. To je Atléticov drugi naslov u tri godine Europske lige, nakon pobjede u finalu 2010. u Hamburgu. Utakmicu je sudio Nijemac Wolfgang Stark.
Atlético Madrid je pobjedom u ovom finalu zaslužio igranje UEFA Superkupa protiv engleskog Chelseaja, pobjednika finala Lige prvaka 2011./12.

## Pozadina finala
Ovo je drugo finale Europske lige zaredom u kojem igraju momčadi iz iste države, deveti put uključujući Kup UEFA. Prijašnje svešpanjolsko finale u kupu UEFA bilo je 2006./07., gdje je Sevilla porazila Espanyol. To je također bilo i zadnje finale u kojem su obje ekipe prošle čitavu sezonu Kupa UEFA ili Europske lige, bez ispadanja iz Lige prvaka, što je čest slučaj. Važno je spomenuti i tri španjolska finala Kupa velesajamskih gradova:  1962., Valencia je svladala Barcelonu; 1964., Real Zaragoza je pobijedio Valenciju 2:1; dok je 1966. Barcelona bila bolja od Zaragoze u dva susreta.
Obje su ekipe već igrale u jednom od finala Kupa UEFA ili Europske lige. Atlético Madrid je osvojio prvi naslov pobjednika Europske lige, dvije godine ranije u finalu protiv Fulhama kojeg je pobijedio 2:1 nakon produžetaka. Athletic Bilbao je poražen u finalu Kupa UEFA 1977. od Juventusa na golove u gostima, ukupnim rezultatom od 2:2. Međutim, zajedno se ove dvije momčadi nikad nisu susrele u nekoj europskoj utakmici. Dosad jedni protiv drugih tri puta igrali u finalma Copa del Reya: Athletic Bilbao je pobijedio u dva, a Atlético Madrid u jednom finalu. U sezoni La Lige 2011./12., Athletic Bilbao je kod kuće pobijedio 3:0, dok je Atlético Madrid svoju domaću utakmicu pobijedio 2:1.
Nakon poraza od Udinesea 20. kolovoza 2011., Atlético Madrid je napravio niz od jedanaest pobjeda zaredom do finala, pobijedivši ostale utakmice u skupinama i svladavši sve protivnike u drugom dijelu natjecanja, kad kuće i u gostima.

## Put do finala
| Momčad          | Uta. | Pob. | Izj. | Por. | PoG. | PrG. | GR | Bod. |
| --------------- | ---- | ---- | ---- | ---- | ---- | ---- | -- | ---- |
| Atlético Madrid | 6    | 4    | 1    | 1    | 11   | 4    | +7 | 13   |
| Udinese         | 6    | 2    | 3    | 1    | 6    | 7    | −1 | 9    |
| Celtic          | 6    | 1    | 3    | 2    | 6    | 7    | −1 | 6    |
| Rennes          | 6    | 0    | 3    | 3    | 5    | 10   | −5 | 3    |

| Momčad              | Uta. | Pob. | Izj. | Por. | PoG. | PrG. | GR | Bod. |
| ------------------- | ---- | ---- | ---- | ---- | ---- | ---- | -- | ---- |
| Athletic Bilbao     | 6    | 4    | 1    | 1    | 11   | 8    | +3 | 13   |
| Red Bull Salzburg   | 6    | 3    | 1    | 2    | 11   | 8    | +3 | 10   |
| Paris Saint-Germain | 6    | 3    | 1    | 2    | 8    | 7    | +1 | 10   |
| Slovan Bratislava   | 6    | 0    | 1    | 5    | 4    | 11   | −7 | 1    |

- Napomena: Utakmice u kurzivu su rezultati postignuti u gostima.
- Bilješka #1: Kao rezultat skandala oko namještanja utakmica u turskom nogometu, Fenerbahçe je 24. kolovoza 2011. izbačen iz UEFA Lige prvaka 2011./12. i zamijenjen je s Trabzonsporom. Kao rezultat, Trabzonsporova druga utakmica protiv Athletic Bilbaa je otkazana, s tim da je Bilbao automatski prošao u natjecanje po skupinama.[7]

## Uoči utakmice

### Stadion
30. siječnja 2009., UEFA je najavila da će stadion za finale Europske lige 2012., biti Arena Națională, odnosno rumunjski nacionalni stadion u Bukureštu. Po prvi put u povijesti, Rumunjska će ugostiti neko europsko klupsko finale.
Arena je sagrađena na prostoru nekadašnjeg Stadionul Naţionala, a službeno je otvorena 6. rujna 2011. kvalifikacijskim susretom skupine D za UEFA Euro 2012 između Rumunjske i Francuske.

### Ulaznice
Dva su finalista primila 9 000 ulaznica svaki za distribuciju svojim navijačima. 20 tisuća ulaznica prodano je lokalnim navijačima, a još 3 000 njih bilo je dostupno za prodaju diljem svijeta preko web-stranice UEFA.com, s cijenama od 100 do 500 rumunjskih leja. Ostatak je karata dodijeljeno likalnom organizacijskom odboru, članovima 53 UEFA-ina saveza, te komercijalnim i pokroviteljskim partnerima.

### Ambasador finala
Bivši rumunjski nogometaš i reprezentativac Miodrag Belodedici dobio je zadaću ambasadora finala UEFA Europske lige 2012.

## Susret

### Detalji
| 9. svibnja 2012. 21:45 (EEST) |             |                 |                                                                                    |
| Atlético Madrid               | 3 : 0       | Athletic Bilbao | Arena Națională, Bukurešt Broj gledatelja: 52,347 Sudac: Wolfgang Stark (Njemačka) |
| Falcao 7' 34' Diego 85'       | (izvještaj) |                 | Arena Națională, Bukurešt Broj gledatelja: 52,347 Sudac: Wolfgang Stark (Njemačka) |

| Atlético Madrid | Athletic Bilbao |

|               |    |                  |     |       |
|               |    |                  |     |       |
| GK            | 13 | Thibaut Courtois |     |       |
| RB            | 20 | Juanfran         |     |       |
| CB            | 2  | Diego Godín      |     |       |
| CB            | 23 | Miranda          |     |       |
| LB            | 6  | Filipe Luís      |     |       |
| DM            | 4  | Mario Suárez     |     |       |
| DM            | 14 | Gabi             |     |       |
| RW            | 7  | Adrián Lopez     |     | 88'   |
| AM            | 22 | Diego            |     | 90'   |
| LW            | 11 | Arda Turan       |     | 90+3' |
| CF            | 9  | Radamel Falcao   | 26' |       |
| Zamjene:      |    |                  |     |       |
| GK            | 25 | Sergio Asenjo    |     |       |
| DF            | 3  | Antonio López    |     |       |
| DF            | 18 | Álvaro Domínguez |     | 90+3' |
| MF            | 12 | Paulo Assunção   |     |       |
| MF            | 19 | Koke             |     | 90'   |
| MF            | 8  | Eduardo Salvio   |     | 88'   |
| FW            | 41 | Pedro Martín     |     |       |
| Trener:       |    |                  |     |       |
| Diego Simeone |    |                  |     |       |

|                |    |                     |       |     |
|                |    |                     |       |     |
| GK             | 1  | Gorka Iraizoz       |       |     |
| RB             | 15 | Andoni Iraola       |       |     |
| CB             | 24 | Javi Martínez       |       |     |
| CB             | 5  | Fernando Amorebieta | 64'   |     |
| LB             | 3  | Jon Aurtenetxe      |       | 46' |
| DM             | 8  | Ander Iturraspe     |       | 46' |
| CM             | 21 | Ander Herrera       | 22'   | 63' |
| CM             | 10 | Óscar de Marcos     |       |     |
| RW             | 14 | Markel Susaeta      | 90+1' |     |
| LW             | 19 | Iker Muniain        |       |     |
| CF             | 9  | Fernando Llorente   |       |     |
| Zamjene:       |    |                     |       |     |
| GK             | 13 | Raúl                |       |     |
| DF             | 6  | Mikel San José      |       |     |
| MF             | 11 | Igor Gabilondo      |       |     |
| MF             | 17 | Iñigo Pérez         | 75'   | 46' |
| MF             | 23 | Borja Ekiza         |       |     |
| FW             | 2  | Gaizka Toquero      |       | 63' |
| FW             | 28 | Ibai Gómez          |       | 46' |
| Trener:        |    |                     |       |     |
| Marcelo Bielsa |    |                     |       |     |

| Igrač utakmice: Radamel Falcao (Atlético Madrid) Pomoćni suci: Jan-Hendrik Salver (Njemačka) Mike Pickel (Njemačka) Dodatni pomoćni suci: Florian Meyer (Njemačka) Deniz Aytekin (Njemačka) Četvrti sudac: Stéphane Lannoy (Francuska) |

### Statistika
|                | Atlético Madrid | Athletic Bilbao |
| -------------- | --------------- | --------------- |
| Pogodci        | 2               | 0               |
| Ukupno udaraca | 6               | 5               |
| Udarci u okvir | 2               | 1               |
| Obrane         | 1               | 0               |
| Posjed lopte   | 40%             | 60%             |
| Udarci iz kuta | 3               | 2               |
| Prekršaji      | 17              | 8               |
| Zaleđa         | 0               | 2               |
| Žuti kartoni   | 1               | 1               |
| Crveni kartoni | 0               | 0               |

|                | Atlético Madrid | Athletic Bilbao |
| -------------- | --------------- | --------------- |
| Pogodci        | 1               | 0               |
| Ukupno udaraca | 9               | 11              |
| Udarci u okvir | 4               | 2               |
| Obrane         | 2               | 3               |
| Posjed lopte   | 42%             | 58%             |
| Udarci iz kuta | 0               | 6               |
| Prekršaji      | 8               | 6               |
| Zaleđa         | 2               | 1               |
| Žuti kartoni   | 0               | 3               |
| Crveni kartoni | 0               | 0               |

|                | Atlético Madrid | Athletic Bilbao |
| -------------- | --------------- | --------------- |
| Pogodci        | 3               | 0               |
| Ukupno udaraca | 15              | 16              |
| Udarci u okvir | 6               | 3               |
| Obrane         | 3               | 3               |
| Posjed lopte   | 41%             | 59%             |
| Udarci iz kuta | 3               | 8               |
| Prekršaji      | 25              | 14              |
| Zaleđa         | 2               | 3               |
| Žuti kartoni   | 1               | 4               |
| Crveni kartoni | 0               | 0               |

## Vanjske poveznice
- UEFA Europska liga, službena stranica na UEFA.com
- Finale 2012.: Nacionalni stadion u Bukureštu, UEFA.com

| Finala UEFA Europske lige                                                     | Finala UEFA Europske lige |
| ----------------------------------------------------------------------------- | ------------------------- |
|                                                                               |                           |
| 2010. • 2011. • 2012. • 2013. • 2014. • 2015. • 2016. • 2017. • 2018. • 2019. |                           |

| Finala UEFA Europske lige                                                     | Finala UEFA Europske lige |
| ----------------------------------------------------------------------------- | ------------------------- |
|                                                                               |                           |
| 2010. • 2011. • 2012. • 2013. • 2014. • 2015. • 2016. • 2017. • 2018. • 2019. |                           |